# 富士谷御杖
富士谷 御杖（ふじたに みつえ、明和5年（1768年） - 文政6年12月16日（1824年1月16日））は、江戸時代中期から後期にかけての国学者。名は初め成寿（なりのぶ）・成元（なりはる）、その後御杖に改めた。号は北辺・北野。通称は源吾(吉)・専（千）右衛門。

## 概要
富士谷成章の長男として京都に生まれる。筑後国柳河藩立花氏に仕え、漢学を伯父皆川淇園、和歌を広橋兼胤、日野資枝に学んだ。
柳河藩では京都留守居役を務めており、文政2年（1819年）の石高は200石。しかし、晩年に妻との離縁や半身麻痺などの多難となり、不行跡のため解任されている。
墓所は京都北区上品蓮台寺。享年56歳。
昭和3年（1928年）、正五位を追贈された。

## 業績
御杖は父の跡をついで国語学を修め、主として「てにをは」について詳細に研究した。その結果として言霊倒語論を提唱し、これに基づいて次々と新しい解釈を打ち出した。例えば歌論書『真言弁』は、思想と行為と和歌の関係について述べている。また、『古事記灯』は本居宣長の「『古事記』は言霊の霊妙な力によって古代人の心を様々な説話として表現したものであるから、そこに記載されている事柄は実在する事実」という日本神話についての解釈を「不合理である」と批判したもので、『古事記伝』の批判書としては最も早いものである。
このほかに「北邊随筆」という随筆も著している。また、琴曲にもすぐれた。
しかし、御杖の学問は過剰なまでに人間の欲望にこだわるあまり、当代の人々と共有できる公共性を持ち合わせておらず、「難解で奇異な議論」として国学が隆盛した幕末期においても等閑視された。こうして半ば忘れられた存在となっていたが、近代において土田杏村が高く評価して以降、改めて言説が注目されるようになっていった。

## 家系
- 父：皆川成章
- 母：富士谷鶴(後に「千重」と改める)
  - 富士谷御杖(成寿)
  - 妻：冨士野彦三郎養女
    - 歌(後に「佐津」と改める)
    - 千太郎(文化元年5月15日没)
    - 女子(文化2年5月早世・3歳)
    - 男子(文化3年8月早世)
    - 女子(幼名:歌、妾腹、文化12年生、浪華神田家の養女になる)
    - 千之助(幼名:成文・元広、妾腹)

## 著書
- 百家類葉 1792
- 歌袋 1793[14]
- 古事記燈 1805〜
- 古事記燈大旨 1807
- 真言弁　1802
- 百人一首燈 1804
- 万葉集燈　1809〜
- 土佐日記燈 1816
- 伊勢物語燈 1816

著書の記載は特記なき限り「年譜」より。